# 茂庭氏
茂庭氏（もにわし）
1. 斎藤系茂庭氏。藤原北家利仁流斎藤氏一族。はじめ鬼庭氏を称す。
2. 河村系茂庭氏。藤原北家秀郷流河村氏一族。

ともに仙台藩主伊達氏の家臣で藤原北家を称するが、完全な別系統である。

## 斎藤系茂庭（鬼庭）氏

### 概要
斎藤実盛の近親であるという山城国愛宕郡八瀬の住人・斎藤行元を初代とする。
行元の養子・基良（多田満仲の後裔と称す）は、平治の乱後の混乱を避け八瀬を離れ、はじめ下総国佐倉、次いで下野国那須へと移住し、建久3年（1192年）に基良の子・実良が陸奥国伊達郡茂庭に土着する。伝承では、茂庭村近くの飯田沼に棲む（）大蛇がいけにえの乙女を求めて伊達・信夫を荒らしまわっていたので、実良が奥州に下って大蛇を射殺し、この時に村の名を茂庭から鬼庭（おににわ）に改め、実良も斎藤から鬼庭に改姓したとしている。鬼庭氏はその後同地の領主・伊達氏の家来となり、南北朝時代に伊達宗遠が出羽国長井郡に侵攻した際には鬼庭勢がその先鋒を務めるなど、伊達家譜代の臣として仕えていた。
鬼庭氏が伊達家の重臣としての地位を確立したのは、一族の家格を与えられた戦国時代の第13代当主・良直（左月斎）以降のことである。良直は永禄7年（1564年）に当主となった伊達輝宗により評定役に抜擢されて伊達家の内務全般を取り仕切るようになり、外交面を担った遠藤基信と共に輝宗政権の中核を成した。
良直は隠居後の天正13年11月（1586年1月）の人取橋の戦いで主君・伊達政宗を逃がすため殿軍を務めて討死し、家督を継いでいた子の綱元が翌年に奉行職を拝命する。綱元は政宗による葛西大崎一揆の煽動が露見した際に豊臣秀吉への弁明のため上洛し、それ以後は京に在って秀吉との折衝を担当し、文禄の役の際には名護屋城に在って留守居役を務めた。綱元は秀吉に気に入られ、この時に秀吉の命により姓を鬼庭から茂庭へと改めた。しかし、秀吉との親密な関係は主君・政宗からの疑念を招き、文禄4年（1595年）には子の良綱（良元）に家督を譲って隠居せよと命じられる。これに憤激した綱元は伊達家を出奔したが、2年後に赦免されて帰参している。帰参後の綱元は、父・良直が務めていた評定役を拝命し、政宗が死去する寛永13年（1636年）まで仙台藩草創期における行政部門の統括者としての役割を果たした。
一方、綱元の隠居により茂庭氏の家督と本領とを相続していた良元は、慶長8年（1603年）に志田郡松山城を拝領し、以後茂庭氏は幕末に至るまでこの地を所領とした。良元は奉行職・評定役を歴任し、正保元年（1644年）には知行を10,000石に加増されている（最終的な茂庭氏の表高は13,000石に達する）。仙台藩内において一門以外で万石級の所領を有していたのは、他には白石城主・片倉氏だけであった。明暦3年（1657年）には良元の子・定元が松山城から近接する上野館へと居館を移している。定元とその子・姓元は、第3代藩主・伊達綱宗の押込に端を発した伊達騒動の中心人物の一人として知られている。
この騒動以降、茂庭氏は藩政の中枢に関わることはほとんどなくなり、専ら所領の経営に力を注ぐようになった。文政12年（1829年）には第22代当主（松山8代目）・有元が郷学・大成館を創立して家中の人材育成に努めた。大成館からは養賢堂指南役を務めた小野寺鳳谷らを輩出している。慶応4年（1868年）の戊辰戦争の際には、当主・敬元が若年であったため庶兄の元功が名代として出陣し、分家の平渡領主・茂庭元徳と共に浜通りで官軍と戦うも敗戦して降伏。同慶応4年（1868年）12月6日に志田郡のうち松山一帯は仙台藩から没収されて土浦藩取締地とされたため、茂庭氏は上野館から退去させられ、仙台城下へと移住させられた（のち松山に帰郷し土着）。また茂庭氏の家臣団は陪臣であることを理由に仙台藩から士族籍を与えられず、全員が帰農した。
明治維新後、茂庭家は士族に列した。明治17年（1884年）に華族が五爵制になった際に定められた『叙爵内規』の前の案である『爵位発行順序』所収の『華族令』案の内規（明治11年・12年ごろ作成）や『授爵規則』（明治12年以降16年ごろ作成）では旧万石以上陪臣が男爵に含まれており、茂庭家も男爵候補に挙げられているが、最終的な『叙爵内規』では旧万石以上陪臣は授爵対象外となったため茂庭家は士族のままだった。
明治15年・16年ごろ作成と思われる『三条家文書』所収『旧藩壱万石以上家臣家産・職業・貧富取調書』は、当時の当主茂庭敬元について旧禄高を1万3000石余、所有財産は空欄、職業は無職、貧富景況は可と記している。
明治33年（1900年）5月9日に旧万石以上陪臣かつ年間500円以上の収入を生じる財本を有する25家が男爵に叙されたが、茂庭家は「旧禄高壱万石以上と唱うるも大蔵省明治四年辛未禄高帳記載の高と符合せざるもの又は禄高帳に現米を記載し旧禄高の記載なきに因り調査中のもの」12家の中に含まれており、表高は1万3000石ながら亘理胤正、石川小膳、伊達宗光、留守景福同様現石58石5斗と記されており選に漏れている。
その後も茂庭敬元は華族編列請願運動を繰り返していたが、ついに華族になることはできなかった。

### 主な分家
斎藤系茂庭氏分家のうち重臣としての家格を与えられたのは、綱元の三男・実元の家系（着坐・文字茂庭氏）と、姓元の二男・元咸の家系（太刀上・平渡茂庭氏）の2系統である。
綱元の三男・実元は、綱元隠居領の栗原郡文字などを相続し、その家系は着坐の家格を与えられて2,486石を知行したが、元禄7年（1694年）に第3代・常実が本藩より預かりを命じられていた元・河路武兵衛（宮津藩士）に逃亡されたため、責任を問われて改易された。
姓元の二男・元咸は、元禄11年（1698年）に父から志田郡平渡など1,348石を分与されて別家を興し、太刀上の家格を与えられた。この家系は幕末に至るまで存続し、第8代・元徳は戊辰戦争の敗戦にともない所領を没収された際に、私財をあらかた処分して帰農する家中の救済に充てたという。元徳は1889年（明治22年）から鹿島台村の初代村長を務めている。

## 河村系茂庭氏

### 概要
文治5年（1189年）の奥州合戦にて武功を挙げた河村秀清は、源頼朝から恩賞として名取・斯波・岩手・耶麻の各郡に所領を与えられると、陸奥国府に近い名取郡茂庭（現・宮城県仙台市太白区）に居館を設けた。秀清没後の遺産分割の際に名取一帯の所領を相続した子・豊宗の子孫が、同地に土着して茂庭氏を称するようになったのが起こりである。
戦国時代に入り、伊達稙宗が名取郡を支配下に収めると茂庭氏も伊達氏に臣従し、茂庭定直・義秀兄弟が伊達政宗に仕えて数々の戦に従軍した。その功により江戸時代に入り仙台藩が成立すると、茂庭氏は召出の家格を与えられた。元和年間、青葉城近辺を藩主直轄地とするために栗原郡八樟へと移封されて茂庭の地を離れることになったが、元禄16年（1703年）に知行702石を与えられて旧領に復帰し、以後幕末に至るまで茂庭を治めた。
明治の廃藩後も茂庭氏は同地に残り、時の当主・茂庭秀福は生出村村長・長尾四郎右衛門の村政運営を助け、生出村は「日本三模範村」の一つに数えられるまでになった。